# Second sight
Second sight is het tweede studioalbum van Legend. Het album is opgenomen in de eigen geluidsstudio van Steve Paine in Runcorn. Het album verscheen in eerste instantie in een gelimiteerde oplage van 1000 stuks via de fanclub. Het album klinkt lichter dan het voorgaande Light in extension. Na dit album raakte de band in de vergetelheid, voor zover dat nog niet het geval was. Debbie Chapman werd qua stem regelmatig vergeleken met Annie Haslam van Renaissance. 

## Musici
- Debbie Chapman – zang
- Paul Thomson – gitaar
- Martyn Rouski – basgitaar
- Steve Paine – toetsinstrumenten
- John Macklin – slagwerk

## Muziek
Alle door Legend; I close my eyes door Robb Johnson

| Nr. | Titel           | Duur  |
| --- | --------------- | ----- |
| 1.  | Dance           | 6:20  |
| 2.  | New horizons    | 4:48  |
| 3.  | The healer      | 4:59  |
| 4.  | The wild hunt   | 13:05 |
| 5.  | The legend      | 6:51  |
| 6.  | I close my eyes | 6:42  |
| 7.  | Mordred         | 12:20 |